# Bruin landkaartmos
Bruin landkaartmos (Rhizocarpon distinctum) is een korstmossoort uit de familie Rhizocarpaceae. Het komt voor op steen en leeft in symbiose met een chlorococcoïde alg.

## Determinatie

### Uiterlijke kenmerken
Bruin landkaartmos is een korstvormig korstmos. Het thallus is areolaat met een zwart, vaak dendritisch (vertakt) prothallus dat meestal aanwezig is. De areolen zijn voornamelijk hoekig, plat tot licht gewelfd, en hebben een diameter van 0,2–0,5 mm. De kleur van het oppervlak varieert van grijsbruin tot bruin, soms met een roodbruine tint. De medulla is wit en kleurt blauw bij de aanwezigheid van jodium (I+ blauw). De apotheciën zijn rond tot hoekig van vorm en 0,3–1 mm in diameter. Pycnidiën komen vaak voor, zijn zwart en bolvormig, en bevinden zich op het prothallus of in de areolen.

### Microscopische kenmerken
Het hypothecium heeft een violetbruine of olijfzwarte kleur. De asci zijn 8-sporig. De ascosporen zijn hyaliene of soms groenachtig bruin naarmate ze ouder worden. Ze zijn ellipsoïde van vorm en hebben een grootte van 24–32 × 11–15 µm. 

## Ecologie
Bruin landkaartmos komt voor op siliciumhoudende rotsen en muren, vooral in koele, vochtige omgevingen.

## Verspreiding
Het verspreidingsgebied van bruin landkaartmos strekt zich uit over Groenland, Noord- en Zuid-Amerika en Europa.
In Nederland is bruin landkaartmos zeer zeldzaam. Het staat op de Nederlandse Rode Lijst in de categorie 'gevoelig'.